# Szirmabesenyő
Szirmabesenyő é um vilarejo no estado de Borsod-Abaúj-Zemplén, Hungria.

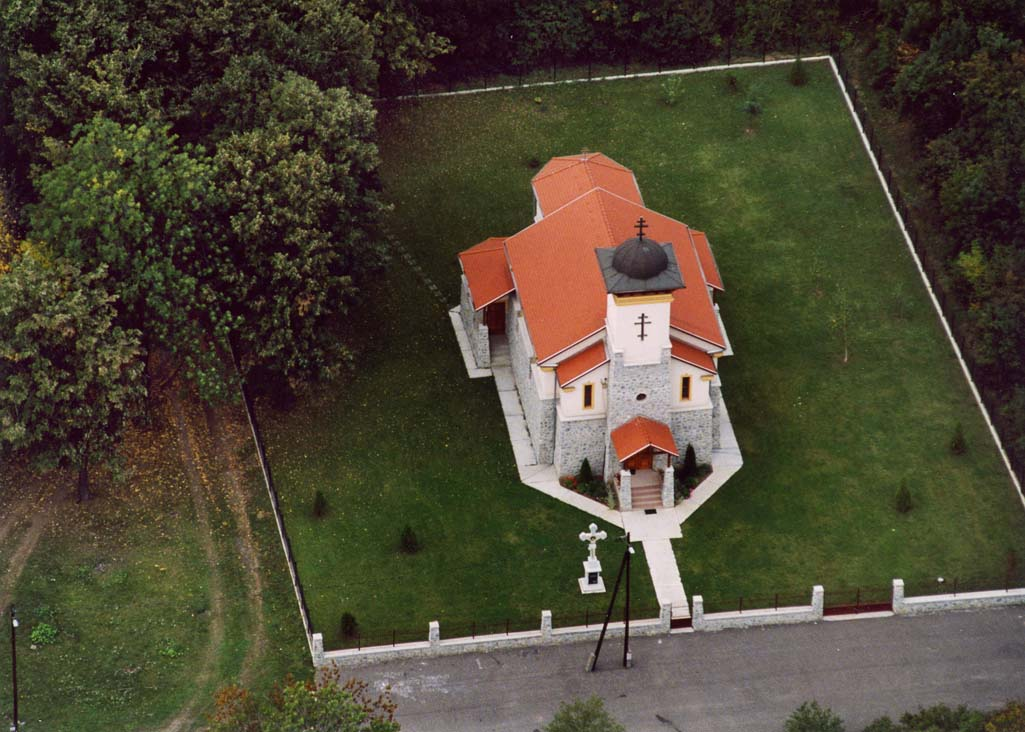
Igreja de Szirmabesenyő